# Bandiera rossa (песня)
«Bandiera Rossa» (с итал. — «Красное знамя», также известна как «Avanti Popolo», с итал. — «Вперёд, народ») — итальянская социалистическая и коммунистическая песня, написанная в 1908 году. Одна из самых известных итальянских и международных рабочих песен. Существует несколько вариантов русского перевода текста песни.

## История
Текст песни был написан Карлом Туцци в 1908 году, музыка была заимствована из двух ломбардийских народных песен. «Bandiera Rossa» стала широко известна в 1920-х годах как знак сопротивления фашистскому режиму Муссолинии и во время Гражданской войны в Испании. Использовалась итальянскими коммунистическими, социалистическими и социал-демократическими партиями. В дальнейшем она исполнялась многими музыкантами, в том числе американским пианистом Фредериком Ржевски и панк-рок группами KUD Idijoti и Pankrti, а также была переведена на многие языки мира, в том числе русский, немецкий, французский, турецкий, датский, шведский и другие.
Текст песни неоднократно подвергался изменениям с течением времени. Так, строка Evviva il comunismo e la libertà (с итал. — «Да здравствуют коммунизм и свобода») была добавлена только после прихода к власти Муссолини. В то же время оригинальная первая строчка Compagni avanti alla riscossa (с итал. — «Товарищи, вперёд к восстанию») была заменена на Avanti o popolo, alla riscossa (с итал. — «Вперёд, народ, к восстанию»). В современных исполнениях вместо слова «коммунизм» часто используют «социализм».